# گروه استانداردهای کانادا
گروه استاندارهای کانادا (انگلیسی: CSA Group) سازمان استانداردسازی است که برای ۵۷ منطقه استاندارد تعیین و گسترش می‌دهد. این سازمان استاندارهای تعیین شده را به صورت پرینت یا فرم اینترنتی منتشر می‌کند.